# Hechuan
Hechuan, tidigare stavat Hochwan, är ett yttre stadsdistrikt i storstadsområdet Chongqing i sydvästra Kina. Antalet invånare vid folkräkningen 2020 var 1 245 294.

## Administrativ indelning
Distriktet är indelat i sju stadsdelsdistrikt och 23 köpingar. 
Stadsdelsdistrikt (jiedao):

- Caojie (草街街道)
- Dashi (大石街道)
- Diaoyucheng (钓鱼城街道)
- Heyangcheng (合阳城街道)
- Nanjinjie (南津街街道)
- Yanjing (盐井街道)
- Yunmen (云门街道)

Köpingar (zhen):

- Erlang (二郎镇)
- Guandu (官渡镇)
- Gulou (古楼镇)
- Laitan (涞滩镇)
- Longfeng (龙凤镇)
- Longshi (龙市镇)
- Longxing (隆兴镇)
- Qiantang (钱塘镇)
- Qingping (清平镇)
- Sanhui (三汇镇)
- Sanmiao (三庙镇)
- Shayu (沙鱼镇)
- Shitan (狮滩镇)
- Shuangfeng (双凤镇)
- Shuanghuai (双槐镇)
- Taihe (太和镇)
- Tongxi (铜溪镇)
- Tuchang (土场镇)
- Weituo (渭沱镇)
- Xianglong (香龙镇)
- Xiaojia (肖家镇)
- Xiaomian (小沔镇)
- Yanwo (燕窝镇)